# پایاچاتا
پایاچاتا (به اسپانیایی: Nevados de Payachatas) یک منطقهٔ مسکونی در شیلی است که در Bolivia-Chile واقع شده‌است.